# 拉妮·帕利斯特
拉妮·帕利斯特（英語：Lani Pallister，2002年6月6日—）生于悉尼，是一名澳大利亚女子游泳运动员，主攻中长距离自由泳。拉妮的母亲贾内尔是一名前游泳选手，同时也在拉妮童年时便开始担任其教练。拉妮在2020年时进入格里菲斯大学就读，她在那里同时接受贾内尔和Michael Bohl的指导。拉妮最初开始练习游泳时是主攻蝶泳，2015年后开始转攻中长距离自由泳。